# ثيو كروسبي
ثيو كروسبي (بالإنجليزية: Theo Crosby)‏ هو مهندس معماري وكاتب جنوب أفريقي، ولد في 3 أبريل 1925، وتوفي في 12 سبتمبر 1994 في لندن في المملكة المتحدة.